# Chhota Udepur
Chhota Udepur är en ort i Indien.   Den ligger i distriktet Vadodara och delstaten Gujarat, i den centrala delen av landet, 800 km söder om huvudstaden New Delhi. Chhota Udepur ligger 150 meter över havet och antalet invånare är 24 517.
Terrängen runt Chhota Udepur är platt. Runt Chhota Udepur är det tätbefolkat, med 286 invånare per kvadratkilometer. Chhota Udepur är det största samhället i trakten. Trakten runt Chhota Udepur består till största delen av jordbruksmark.